# Валескалн, Пётр Иванович
Пётр Иванович (Янович) Валескалн (латыш. Pēteris Valeskalns; 24 июля [5 августа] 1899, Вестиена — 8 декабря 1987, Рига) — советский учёный-философ

 и государственный деятель; академик Академии наук Латвийской ССР (1946); председатель Верховного Совета Латвийской ССР (1963—1971).

## Биография
В 1917 году вступил в РСДРП(б). В 1920—1924 годах учился на физико-математическом факультете Московского университета; в 1928 году окончил Институт красной профессуры.
В 1940—1944 годах — нарком просвещения Латвийской ССР, затем (по 1950) — нарком (министр) иностранных дел Латвийской ССР.
В 1945—1946 годы руководил организацией Академии наук Латвийской ССР, был избран в числе первых 13 академиков. С 1950 года — академик-секретарь АН Латвийской ССР, затем — председатель ЦК Союза работников высшей школы и научных учреждений.
В 1963—1971 годы — председатель Верховного Совета Латвийской ССР.
Избирался депутатом (от Даугавпилсского уезда) Верховного Совета Латвийской ССР 2-го созыва (1947—1951). Имел ранг Чрезвычайного и Полномочного посланника II класса.

## Научная деятельность
С 1929 года — профессор. С 1967 г. — доктор философских наук.
Основные направления исследований:
- история философии,
- философские вопросы естествознания (биологии)[4].

В дискуссии с «механицистами» (конец 1920-х — начало 1930-х) рассматривал преимущественно философские вопросы биологии, в частности, проблему видообразования. Защищал положение о реальности вида; считал, что изменяемость вида не есть аргумент против его реальности, но делает лишь более сложным установление его признаков.
Член редакционной коллегии журнала «За марксистско-ленинское естествознание» (с № 2, 1931).

## Награды
- орден Ленина (05.08.1969)
- орден Октябрьской Революции (05.08.1974)
- 4 ордена Трудового Красного Знамени (31.05.1946; 20.07.1951; 05.04.1954; 03.08.1984)
- орден Дружбы народов (03.08.1979)
- 2 ордена «Знак Почёта» (06.11.1951; 01.10.1965)
- медали

## Избранные труды
- Валескалн П. И. Великий дарвинист К. А. Тимирязев // Советская наука. — 1940. — № 3-4.
- Валескалн П. И. Естествознание и диалектический материализм // Фронт науки и техники. — 1932. — № 9.
- Валескалн П. И. Использование законов биологической науки в интересах общества // Известия Академии наук Латвийской ССР. 1958. — № 12 (137). — С. 25-30.
- Валескалн П. И. Марксистско-ленинская философия в Латвии: Крат. очерк. — Рига: Зинатне, 1984. — 147 с.
- Валескалн П. И. Очерк развития прогрессивной философской и общественно-политической мысли в Латвии. — Рига: Зинатне, 1967. — 248 с.
- Валескалн П. И., Раман М. Л. Пути научно-технического прогресса. — Рига: Лиесма, 1965. — 77 с.
- Валескалн П. И. Революционный демократ Петр Давыдович Баллод: Материалы к биографии. — Рига: Изд-во Акад. наук Латв. ССР, 1957. — 298 с.
  -  — Рига: Зинатне, 1987. — 302 с.
- Валескалн П. И. Формирование эволюционных идей Ч. Дарвина // Советская наука. — 1939. — № 11.
- Visariona Belinska filozofiskie uzskati // Latvijas PSR zinātnu Akademijas vēstis. — 1948. — № 5.
- Lenins un zinātne // Latvijas PSR zinātnu Akademijas vēstis. — 1950. — № 4.
- Leonardo da Vinči kā zinātnieks // Latvijas PSR zinātnu Akademijas vēstis. — 1952. — № 5.
- I. Mičurina darbu nozīme zinātnes attīstībā. — Rīga, 1956.